# Temporada 1930-1931 del Liceu
| Temporada 1930-1931 del Gran Teatre del Liceu |                         |                              |                        | |           |                              |
| Òpera                                         | Compositor              | Director musical             | Director d'escena      | Papers principals | Producció | Dates                        |
| Louise                                        | Gustave Charpentier     | Albert Wolff                 | Vincenzo dell'Agostino | Marcelle Bunlet, John O'Sullivan, Angela Rossini, Georgette Castagnier, Lafont, González, Mercè Roca, Elena Lucci, Gili, Zanardi, Brun, Roda, Vila, Duran, Gallofré, Gaf, Sava, Giralt, Jordà, Frau, Torras, Fargas, Veloi, Granollers, Bastons |           | 4 de novembre                |
| Der Rosenkavalier                             | Richard Strauss         | Georges Sébastian            | Vincenzo dell'Agostino | Delia Reinhardt, Berthold Sterneck, Baltasar Lara, Tilly De Garmo, Nativitat Pujal, Elisabeth Ohms, Hermann Wiedemann, Mercè Roca, Elena Lucci, Gili, Zanardi, Gallofré, Lara, Giralt, Torras, Fargas                                           |           | 6 de novembre                |
| Thaïs                                         | Jules Massenet          | Georges Razigade             | Vincenzo dell'Agostino | Marise Beaujon, John Brownlee, Mercè Roca, Elena Lucci, Zanardi, Gallofré, Giralt, Frau |           | 8 de novembre                |
| Carmen                                        | Georges Bizet           | Georges Razigade             | Vincenzo dell'Agostino | Rosette Anday, John O'Sullivan, John Brownlee, Olga Guerrieri/Teresa González, Zanardi, Roca, Giralt, Frau, Gallofré, Jordà |           | 15 de novembre               |
| Tristany i Isolda                             | Richard Wagner          | Georges Sébastian            | Vincenzo dell'Agostino | Gotthelf Pistor, Paul Bender, Helene Wildbrunn, Hermann Wiedemann, Josep Jordà, Rosette Anday, Vicenç Gallofré, Conrad Giralt |           | 20 de novembre               |
| Faust                                         | Richard Wagner          | Georges Razigade             | Vincenzo dell'Agostino | Marise Beaujon, Tomaso Alcaide, Angela Rosini, Elena Lucci, André Pernet, John Brownlee, Josep Jordà |           | 22 de novembre               |
| La traviata                                   | Giuseppe Verdi          | Antonino Votto               | Vincenzo dell'Agostino | Mercè Capsir, Tomaso Alcaide, Léon Ponzio, Zanardi, Roca, Gallofré, Frau, Jordà, Giralt, Granollers |           | 3 de desembre                |
| Die Meistersinger von Nürnberg                | Richard Wagner          | Georges Sébastian            | Vincenzo dell'Agostino | Delia Reinhardt, Joseph Groenen, Josef Kalenberg, Paul Bender, Hermann Wiedemann, Elena Lucci, Lara, Josep Jordà, Vicenç Gallofré, Conrad Giralt, Gonzalo, Riera, Fargas, Granollers, Dotti, Frau                                               |           | 4 de desembre                |
| Rigoletto                                     | Giuseppe Verdi          | Antonino Votto               | Vincenzo Dell'Agostino | Tomaso Alcaide, John Brownlee (6) / Carlo Morelli (21), Mercè Capsir, Conrad Giralt (en substitució de Claude Got), Angela Rossini (6) / Elena Lucci? (21), Roca, Zanardi, Jordà, Granollers, Gallofré, Frau                                    |           | 6 i 21 de desembre           |
| Lohengrin                                     | Richard Wagner          | Georges Sébastian            | Vincenzo dell'Agostino | Harembourg, Joseph Groenen, Josef Kalenberg, Angela Rossini, Josep Jordà, Aníbal Vela |           | 11 de desembre               |
| Pelléas et Mélisande                          | Claude Debussy          | Albert Wolff                 | Vincenzo dell'Agostino | Simone Berriau, André Gaudin, Angela Rossini, Georgette Castagnier, Hector Dufranne, Felix Vienille, Jofrdi Frau |           | 16 de desembre               |
| L'amore dei tre re                            | Italo Montemezzi        | Antonino Votto               | Vincenzo dell'Agostino | Lina Scavizzi, Luciano Donaggio, Carlo Morelli, Nino Piccaluga, Zanardi, Lucci, Roca, Gallofré, Lara |           | 25 de desembre               |
| Manon                                         | Jules Massenet          | Georges Razigade             | Vincenzo dell'Agostino | Cristy Solari, Jeanne Guyla, Léon Ponzio, Mercè Roca, Elena Lucci, Zanardi, Jordà, Gallofré, Giralt, Frau, Granollers, Rosell |           | 27 de desembre               |
| Hamlet                                        | Ambroise Thomas         | Antonino Votto               | Vincenzo dell'Agostino | Mercè Capsir, John Brownlee, Luciano Donaggio, Claude Got, Angela Rossini, Vicenç Gallofré, Jordà, Lara, Frau |           | 3 de gener                   |
| La Bohème                                     | Giacomo Puccini         | Antonino Votto               | Vincenzo dell'Agostino | Lina Scavizzi, Nino Piccaluga, Carmen Asensio, Léon Ponzio, Luciano Donaggio, Vicenç Gallofré, Jordà, Granollers, Frau |           | 4 de gener                   |
| Aida                                          | Giuseppe Verdi          | Antonino Votto               | Vincenzo dell'Agostino | Maria Nemeth, Nino Piccaluga, John Brownlee, Angela Rossini, Luciano Donaggio, Vicenç Gallofré, Giralt |           | 10 de gener                  |
| El barber de Sevilla                          | Gioachino Rossini       | Josep Sabater/Antonino Votto | Vincenzo dell'Agostino | José Mojica/Enzo de Muro Lomanto, Josep Fernández/Carlo A. Maloberty, Carmen Asensio/Toti Dal Monte, Carlo Morelli/Leon Ponzio, Luciano Donaggio, Fargas, Elena Lucci, Vicenç Gallofré                                                          |           | 11 de gener                  |
| Andrea Chénier                                | Umberto Giordano        | Antonino Votto               | Vincenzo dell'Agostino | Nino Piccaluga, Carlo Morelli/Ricard Fusté, Lina Scavizzi, Mercè Roca, Alexina Zanardi, Elena Lucci, Joaquim Alsina, Bosch, Frau, Parma, Gallofré, Jordà, Giralt, Granollers                                                                    |           | 17, 20 de gener, 2 de febrer |
| Tosca                                         | Giacomo Puccini         | Antonino Votto               | Vincenzo dell'Agostino | Maria Nemeth, Carlo Morelli, José Riavez, Joaquim Alsina, Vicenç Gallofré, Granollers, Giralt, Frau |           | 18 de gener                  |
| Lucia di Lammermoor                           | Gaetano Donizetti       | Antonino Votto               | Vincenzo dell'Agostino | Toti Dal Monte, Enzo de Muro Lomanto, Carlo Morelli, Luciano Donaggio, Baltasar Lara, Zanardi, Granollers |           | 22 de gener                  |
| Don Giovanni                                  | Wolfgang Amadeus Mozart | Georges Sébastian            | Vincenzo dell'Agostino | Maria Nemeth, Alfred Jerger, Fernando Autori, José Riavez, Maria Zamboni, Carmen Asensio, Josep Jordà, Conrad Giralt |           | 27 de gener                  |
| Otello                                        | Giuseppe Verdi          | Antonino Votto               | Vincenzo dell'Agostino | Maria Zamboni, Antoni Marquès, Giovanni Inghilleri, Luciano Donaggio, Elena Lucci, Vicenç Gallofré, Lara, Jordà, Granollers |           | 7 de febrer                  |
| La Princesa Margarida                         | Jaume Pahissa           | Jaume Pahissa                | Vincenzo dell'Agostino | Ricard Fusté, Carme Bau Bonaplata, Joan Rosich, Maria Banús, Conrad Giralt Darnis, Vila, Frau, Gallofré, Torras, Granollers |           | 11 de febrer                 |